# USS Baron de Kalb
USS Baron de Kalb, początkowo nazwany St. Louis – amerykańska pancerna kanonierka rzeczna typu City (Cairo) floty Unii z okresu wojny secesyjnej. Zatonął 13 lipca 1863 na rzece Yazoo.

## Budowa i opis
„St. Louis” był jedną z siedmiu kanonierek rzecznych typu City, nazywanego też typem Cairo, zbudowanych w zakładach Jamesa B. Eadsa. Zamówione zostały przez Armię USA w sierpniu 1861, z przeznaczeniem do wspierania wojsk lądowych w operacjach wzdłuż rzeki Missisipi i jej dopływów. 
„St. Louis” został zbudowany w stoczni w Carondelet (obecnie część Saint Louis) nad rzeką Missisipi, a wyposażany był w Cairo. Jego budowę rozpoczęto jako pierwszego z serii 27 września 1861. Okręt wodowano już w październiku (prawdopodobnie 15 października 1861), po czym jako pierwszy został ukończony i pod koniec listopada dotarł do Cairo w celu wyposażenia. „St. Louis” wszedł do służby jako jeden z pierwszych okrętów serii, przed 11 stycznia, aczkolwiek prowadzono jeszcze na nim prace wykończeniowe. "St. Louis" nosił identyfikacyjne paski wokół kominów w kolorze żółtym. 8 września 1862 okręt został przemianowany na USS „Baron de Kalb” (na cześć Johna de Kalb, 1721-1780, bohatera amerykańskiej wojny o niepodległość), w związku z przejściem okrętów pod jurysdykcję Marynarki Wojennej, gdyż istniał już okręt USS „St. Louis”.
Okręt był konstrukcji drewnianej, o napędzie centralnym kołem łopatkowym, ukrytym w tylnej części kazamaty. Część nadwodna była przykryta czworoboczną kazamatą o silnie pochylonych ścianach z grubego drewna (61 cm z przodu i 30 cm z boków i tyłu). Kazamata była częściowo opancerzona płytami żelaznymi grubości 63 mm - na przedniej ścianie oraz pas długości ok. 18,3 m na bokach na śródokręciu, w rejonie kotłowni i maszynowni. Również sterówka była pokryta żelazem grubości 32 mm, na podkładzie drewnianym. 
Z powodu wrażliwości nieopancerzonej przedniej części ścian bocznych na ostrzał, część okrętów miała wzmacnianą osłonę w sposób improwizowany (np. „Cairo” w tym miejscu miał przykręcone zagięte szyny kolejowe). Brak jest informacji o ewentualnym zewnętrznym wzmocnieniu pancerza „St. Louis”, natomiast w grudniu 1862 prawdopodobnie ulepszono ochronę kotłów, za pomocą dębowej kazamaty pokrytej żelazem.
Uzbrojenie okrętu składało się z 13 dział, umieszczonych w strzelnicach w kazamacie oraz dodatkowo jednego 12-funtowego działa desantowego. W jego skład wchodziły początkowo 3 działa gładkolufowe 8-calowe Dahlgrena, 4 działa gwintowane 42-funtowe, 6 dział 32-funtowych i 1 działo 12-funtowe gwintowane. W październiku 1862 dwa działa 42-funtowe zamieniono na gwintowane 30-funtowe, a następnie w grudniu dodano dwa działa 10-calowe Dahlgrena (usuwając w tym czasie dwa działa 42-funtowe?). Na początku 1863 zastąpiono jedno działo 10-calowe i jedno 8-calowe przez działa 9-calowe Dahlgrena, tak, że w maju 1863 "Baron de Kalb" miał na dziobie jedno 10-calowe (254 mm) i dwa 9-calowe (229 mm) gładkolufowe działa Dahlgrena, na rufie dwa działa gwintowane 30-funtowe, a na burtach 2 działa 8-calowe i 6 dział 32-funtowych.

## Służba
Podobnie, jak inne jednostki tego typu, „St. Louis” wszedł w styczniu 1862 w skład Zachodniej Flotylli Kanonierek Armii USA, a od 1 października 1862 wszedł w skład Marynarki Wojennej wraz z flotyllą, którą przemianowano na Eskadrę Missisipi. Aktywnie działał podczas kampanii na Missisipi i jej dopływach. Już w styczniu działał pod opanowanym przez konfederatów Columbus w stanie Kentucky, w tym 11 stycznia 1862 wziął udział wraz z USS „Essex” w nierozstrzygniętej potyczce z kanonierkami konfederatów koło Lucas Bend.
6 lutego 1862 "St. Louis" wziął udział w ataku na Fort Henry, podczas którego wraz z trzema innymi kanonierkami przez godzinę ostrzeliwał fort, doprowadzając do jego kapitulacji. Odniósł przy tym niewielkie uszkodzenia. Tydzień później, 14 lutego brał udział w ataku na Fort Donelson, będąc okrętem flagowym flotylli komodora Foote'a. Atak kanonierek zakończył się niepowodzeniem, „St. Louis” został trafiony 59 razy przez działa konfederatów i uszkodzony, po czym wyszedł z akcji i zdryfował w dół rzeki z uszkodzonymi urządzeniami sterowymi. Ranny został przy tym komodor Foote. Po naprawach, jeszcze 15 lutego „St. Louis” został skierowany pod fort i ostrzelał go kilkoma pociskami.
W marcu-kwietniu 1862 brał udział w atakach na wyspę nr.10 i Fort Pillow w Tennessee (kwiecień-maj 1862). 
W czerwcu 1862 operował na rzece White River. 17 czerwca został uszkodzony podczas ataku na Fort Charles w Arkansas. W sierpniu operował na Yazoo. 6 czerwca 1862 brał udział w bitwie pod Memphis, zakończonej zniszczeniem konfederackiej Floty Obrony Rzeki. W czerwcu operował także na White River.
W listopadzie-grudniu 1862 działał na rzece Yazoo, między innymi 28 grudnia uczestnicząc w akcji pod Drumgould's Bluff. 
W styczniu 1863 działał na rzece White River i uczestniczył w ataku na Fort Hindman (Arkansas Post) 10-11 stycznia. Między 20 stycznia a 5 kwietnia brał udział w ekspedycji na Yazoo Pass, zakończonej niepowodzeniem w atakach na Fort Pemberton 11-13 marca i wycofaniem się zespołu okrętów Unii. 
W kwietniu i maju 1863 „Baron de Kalb” brał udział w działaniach na Yazoo. Między 29 kwietnia i 2 maja wspierał desant wojsk gen. Shermana pod Haynes Bluff nad Yazoo i ponownie wspierał je tam 18 maja. Następnie brał udział w rajdzie w górę Yazoo (do 31 maja) i zajęciu Yazoo City (20-23 maja).
13 lipca 1863 „Baron de Kalb” zatonął na dwóch minach konfederackich na Yazoo, dwie mile poniżej Yazoo City, na głębokości 4,5-6 m Uzbrojenie, część maszynerii i żelaza została później zdjęta, a wrak został wysadzony.